# Frank Roos
Frank Roos (Kapellen, 10 maart 1942) is een Belgische voormalige atleet, die gespecialiseerd was in de sprint. Hij werd eenmaal Belgisch kampioen.

## Biografie
Roos werd in 1961 Belgisch kampioen op de 100 m. Hij was aangesloten bij AA Gent.
Roos studeerde landbouwwetenschappen aan de Universiteit Gent en werd hoogleraar aan de Industriële Hogeschool in Gent. In 1991 werd hij directeur van het RITCS en in 1995 van de Erasmushogeschool Brussel.

## Belgische kampioenschappen
| Onderdeel | Jaar |
| --------- | ---- |
| 100 m     | 1961 |

## Persoonlijke records
| Onderdeel | Prestatie | Datum | Plaats |
| --------- | --------- | ----- | ------ |
| 100 m     | 10,6 s    |       |        |
| 200 m     | 21,8 s    |       |        |

## Palmares
100 m
- 1961:  BK AC - 10,8 s
- 1962:  BK AC - 10,9 s
- 1964:  BK AC - 10,8 s